# Saint-Michel-de-Chavaignes
Saint-Michel-de-Chavaignes település Franciaországban, Sarthe megyében. Lakosainak száma 740 fő (2022. január 1.). Saint-Michel-de-Chavaignes Dollon, Thorigné-sur-Dué, Bouloire, Le Breil-sur-Mérize és Coudrecieux községekkel határos.

## Népesség
A település népessége az elmúlt években az alábbi módon változott:
| Lakosok száma | 772  | 750  | 753  | 737  | 734  | 731  | 731  | 729  | 740  |
|               | 2013 | 2015 | 2016 | 2017 | 2018 | 2019 | 2020 | 2021 | 2022 |